# Gunnel Alfredsson
Gunnel Elisabeth Alfredsson, född 27 januari 1944 i Stockholm, är en svensk kemist.
Hon blev filosofie doktor i kemi vid Stockholms universitet 1973 och har därefter verkat vid Karolinska institutet: som forskningsassistent vid institutionen för farmakologi 1974–1975 och senare forskare vid institutionen för psykologi och psykiatri sedan 1976. Hon blev docent i neuropsykiatrisk kemi 1984.
Gunnel Alfredsson är dotter till Dag Johansson och Sigrid, född Nordahl. Hon var 1966–1974 gift med Ronald Alfredsson, född 1939.